# 2013년 7월
| 2013년: 1월 · 2월 · 3월 · 4월 · 5월 · 6월 · 7월 · 8월 · 9월 · 10월 · 11월 · 12월 |

| <          | 2013년 7월  | 2013년 7월 | 2013년 7월 | 2013년 7월 | 2013년 7월 | >          |
| 일         | 월          | 화         | 수         | 목         | 금         | 토         |
|            | 1 5.23 무진 | 2 24 기사  | 3 25 경오  | 4 26 신미  | 5 27 임신  | 6 28 계유  |
| 7 29 갑술  | 8 6.1 을해  | 9 2 병자   | 10 3 정축  | 11 4 무인  | 12 5 기묘  | 13 6 경진  |
| 14 7 신사  | 15 8 임오   | 16 9 계미  | 17 10 갑신 | 18 11 을유 | 19 12 병술 | 20 13 정해 |
| 21 14 무자 | 22 15 기축  | 23 16 경인 | 24 17 신묘 | 25 18 임진 | 26 19 계사 | 27 20 갑오 |
| 28 21 을미 | 29 22 병신  | 30 23 정유 | 31 24 무술 |            |            |            |

| - 7월 24일 - 최수부(광동제약 회장) - 7월 23일 - 김종학(프로듀서) - 7월 20일 - 헬렌 토머스(미국 전 백악관 출입 기자) - 7월 15일 - 이장희(前 야구 선수) - 7월 15일 - 김정호(前 국회의원) - 7월 13일 - 코리 몬티스 - 7월 10일 - 구옥희(前 프로 골퍼) - 7월 9일 - 정소파(시인) - 7월 2일 - 더글러스 엥겔바트(마우스 발명자) - 7월 31일 - 짐바브웨 대통령 선거 - 7월 21일 - 일본 참의원 선거 편집하기 |

## 2013년 7월 30일 (화요일)
사고
- 서울특별시 강서구 방화대교 상판 47m가량이 무너져 사망자 2명을 포함하여 3명의 사상자가 발생하다.

## 2013년 7월 29일 (월요일)
사고
- 일본 혼슈 주부 지방 중앙알프스를 등산하던 한국인 산악회 회원 5명이 조난당해 사망자 4명의 피해가 발생하다.

## 2013년 7월 26일 (금요일)
정치
- 국정원 여론 조작 사건에 대한 국정조사가 새누리당과 국가정보원의 무단 불참으로 파행되다.

## 2013년 7월 24일 (수요일)
국제
- 스페인 산티아고 데 콤포스텔라에서 고속열차 탈선 사고가 일어나 사망자 80명을 포함하여 175명의 사상자가 발생하다.

## 2013년 7월 22일 (월요일)
국제
- 엘리자베스 2세의 손자며느리인 케이트 미들턴 영국 왕세손비가 아들을 출산하다.
- 중국 간쑤성에서 규모 6.6의 지진이 일어나 사망자 95명을 포함하여 1096명의 사상자가 발생하다.

## 2013년 7월 21일 (일요일)
국제
- 일본 참의원 선거에서 자유민주당과 공명당 연립정당이 총 135석의 의석을 획득하다.
- 필리프 1세가 벨기에의 국왕으로 즉위하다.

## 2013년 7월 19일 (금요일)
국제
- 대한민국 광주시가 2019세계수영선수권대회 개최지로 결정되다.

사회
- 서울시에서 국정원 여론 조작 사건에 항의하는 촛불집회가 일어나다.
- 태안 사설 해병대 캠프 실종 사고: 사설 해병대 캠프에 참가했다 실종된 공주사대부고 학생 5명이 모두 주검으로 발견되다.

## 2013년 7월 18일 (목요일)
사고
- 충청남도 태안군에서 태안 사설 해병대 캠프 실종 사고가 일어나 공주사대부설고등학교 학생 중 5명이 사고를 당하고, 5명 전원이 시신으로 발견되다.

사회
- 불법 포획되었던 남방큰돌고래 2마리를 제주 앞바다에 방류하다.

국제
- 디트로이트가 200억 달러의 채무를 감당하지 못하고 미국 역사상 지자체 중에서 가장 큰 규모의 파산을 신청하다.

## 2013년 7월 16일 (화요일)
사회
- 검찰이 전두환 전 대통령과 친인척의 자택 등을 압수 수색하다.

## 2013년 7월 15일 (월요일)
과학
- 해왕성의 14번 째 위성인 S/2004 N 1이 발견되다.

사고
- 노량진 배수지 수몰 사고가 발생하여 작업자 7명이 익사하다.

## 2013년 7월 13일 (토요일)
사회
- 서울시에서 국정원 여론 조작 사건에 항의하는 촛불집회가 일어나다.

국제
- 트레이번 마틴 피살 사건에 대해 조지 짐머만이 무죄를 평결받다.

## 2013년 7월 12일 (금요일)
국제
- 프랑스 파리 인근에서 열차가 탈선하는 사고가 일어나 사망자 6명을 포함하여 40여 명의 부상자가 발생하다.

정치
- '귀태 발언'으로 논란이 일었던 홍익표 민주당 원내대변인이 사퇴하다.

사회
- 광주시와 창원시에서 국정원 여론 조작 사건에 항의하는 촛불집회가 일어나다.

## 2013년 7월 11일 (목요일)
경제
- 한국은행 금융통화위원회가 기준금리를 2.50%로 동결하다.
- 유럽 연합 재무장관들이 벨기에 브뤼셀에서 열린 회의에서 라트비아를 18번째로 유로존 국가로 가입하는 것을 승인하다.

## 2013년 7월 9일 (화요일)
문화
- 중국 저장성 핑후시에서 갑골 문자보다 1400여년 앞선 원시 문자가 발견되다.

## 2013년 7월 8일 (월요일)
문화
- 일본 홋카이도에서 열린 제8회 한·중·일 30인회에서 '한·중·일 3국 공통 상용한자 800자 선언'을 통해 공통한자를 선정하다.

## 2013년 7월 7일 (일요일)
사고
- 인천국제공항을 출발해 샌프란시스코 국제공항에 착륙하려던 아시아나항공 214편을 달고 운항중인 보잉 777-28E/ER 기종이 샌프란시스코 국제공항에 착륙을 실패해 2명이 사망했다.

## 2013년 7월 6일 (토요일)
사고
- 인천에서 샌프란시스코로 향하던 아시아나항공 여객기가 활주로에 부딪히는 사고가 나서 사망자 3명을 포함한 185명의 사상자가 발생하다.
- 캐나다 퀘벡주 라크-메간틱에서 기름을 싣고 가던 열차가 탈선하면서 폭발해 최소한 1명이 숨지고 80여명이 실종됐다.

정치
- 대한민국과 조선민주주의인민공화국이 판문점 통일각에서 남북 당국간 실무회담을 개최하다.
- 국정원 여론 조작 사건에 항의하는 촛불집회가 전국에서 일어나다.

## 2013년 7월 3일 (수요일)
국제
- 무함마드 무르시 이집트 대통령이 쿠데타로 축출되다.

## 2013년 7월 1일 (월요일)
국제
- 크로아티아가 유럽 연합의 28번째 회원국으로 가입하다.